# IC 1693
IC 1693 је лентикуларна галаксија у сазвјежђу Кит која се налази на листи објеката дубоког неба у Индекс каталогу.
Деклинација објекта је - 1° 39' 25" а ректасцензија 1h 24m 2,3s. Привидна величина (магнитуда) објекта IC 1693 износи 15,2 а фотографска магнитуда 16,2. IC 1693 је још познат и под ознакама DRCG 7-20, ZH 32, 1ZW 6, * superimposed, PGC 73940.